# Skema (psykologi)
 For alternative betydninger, se Skema. (Se også artikler, som begynder med Skema)
Skema (flertal skemata) er inden for psykologi en bred, gennemtrængende og kognitiv antagelse om verden, andre eller om en selv. Skemata er grundlæggende antagelser, som ligger under leveregler og tanker, og påvirker begge: Et grundlæggende verdensbillede. En kvinde, der som barn modtog for lidt omsorg eller beskyttelse fra sine forældre, kan som voksen have et grundlæggende skema om, at andre ikke kan forstå hende, give hende omsorg eller beskyttelse. Kvinden kan – på trods af støtte og omsorg fra andre – godt fastholde sit skema. I værste fald søger hun sit skema bekræftet, og finder sammen med en mand, som ikke giver hende nødvendig støtte og omsorg.
Skemata stammer ofte fra oplevelser tidligt i livet, men kan udvikles igennem livet. De er robuste, men kan udvikles bl.a. igennem skema-fokuseret kognitiv terapi.